# つの丸
つの丸（つのまる、本名：津野 将昭〈つの まさあき〉、1970年5月27日 - ）は、日本の漫画家。千葉県千葉市出身。千葉市立稲毛高等学校卒業。男性。血液型はA型。

## 経歴
1991年、『さる大使』で第2回GAGキング準キングを受賞。『週刊少年ジャンプ 1991年 Spring Special』（集英社）に『さる大使』『GOGOポチョムキン』の2作が掲載され、デビュー。その後『週刊少年ジャンプ』（集英社）1991年16号に『GOGOポチョムキン』が掲載。いくつかの読み切り掲載を経た後、『モンモンモン』で連載デビュー。以降、集英社の雑誌を中心に活動を続ける。
代表作はアニメ化もされた『みどりのマキバオー』。他に『モンモンモン』（猿）、『サバイビー』（ミツバチ）といった、動物が主人公の漫画を得意とする。またかなりディープな競馬ファンでもあり、競馬関連の作品も手掛けている。
同じ阪神ファンである森田まさのりと仲が良く、互いにコラボレーションを行ったこともある。パンク・ロック好きで登場人物の名前（ビッグ・ジョン、ウォッティ、キャル、ビアフラ、ベキ、スーパースナッズ、グラインドハウスなど）にもその影響が見られる。
第42回（平成8年度）小学館漫画賞児童部門受賞（『みどりのマキバオー』）。
雑誌掲載時にはペンネームの書体が定まっているのが特徴。写研の和文書体「イボテ」（輪郭が滑らかでなく角の丸い太字）が用いられている。
なお、少女漫画風ギャグ漫画を読み切りで掲載したときに「つのま・るみ」のペンネームを使ったことがある。
2018年に少年ジャンプ+の企画で行われた『ギャグマンガ家 人間ドックデスレース』では大脳に複数の虚血性白質病変が見つかり、監修した医師から寿命が10年と判定された。

## 作品リスト

### 週刊少年ジャンプ連載作品
- モンモンモン（1992年13号 - 1993年50号、全8巻）
- みどりのマキバオー（1994年50号 - 1998年9号 → 赤マルジャンプ 1998年SPRING号〈完結編〉、全16巻、文庫版全10巻）
- サバイビー（1999年31号 - 51号、全3巻）
- 重臣 猪狩虎次郎（2001年11号 - 34号、全2巻）
- ごっちゃんです!!（2003年29号 - 2004年16号、全5巻）

### ジャンプ以降の雑誌連載作品
- 天職貴族モン次郎（スーパージャンプ、2004年19号 - 2005年16号、全2巻）
- がんばれ! パンダ内閣（週刊プレイボーイ、2004年42号 - 2005年40号、全3巻）
- わんぱくカッパ岸辺のサブロー（週刊コミックバンチ、2004年46号 - 2006年21号、シリーズ掲載）
- たいようのマキバオー（週刊プレイボーイ、2007年15号 - 2011年19・20号、全16巻）
  - たいようのマキバオーW（週プレNEWS、2011年5月9日更新分 - 2016年11月14日更新分、全20巻）
- ギャグマンガ家 人間ドックデスレース（少年ジャンプ+、2018年4月2日 - 5日、短期集中連載）

### 読切作品
- さる大使（週刊少年ジャンプ、1991年 Spring Special）
- GOGOポチョムキン（週刊少年ジャンプ、1991年16号）
- GOGOポチョムキンin4コマ（週刊少年ジャンプ、1991年17号）
- モンモン物語（週刊少年ジャンプ、1991年19号）
- モンモンの最も危険な遊戯（週刊少年ジャンプ、1991年 Summer Special）
- ひらけ!モンモン（週刊少年ジャンプ、1991年42号） - この作品は『モンモンモン』第7巻に収録されている。
- モンモンの相撲遊戯（週刊少年ジャンプ、1992年3・4号）
- モンモンモン（番外編）／おさる大喜利（週刊少年ジャンプ、1993年 Spring Special）
- 熱血新入りモンモン物語（週刊少年ジャンプ、1994年47号）
- ときめきラブポーション（週刊少年ジャンプ、1997年24号）※つのま・るみ名義
- ときめきのアラベスク（週刊少年ジャンプ増刊、ジャンプGAG Special 2002）※つのま・るみ名義
- タエコでございます（Oh!スーパージャンプ、2005年11月25日号） - この作品は『天職貴族モン次郎』第2巻の巻末に収録されている。
- んあっ!!マキバオーの凱旋門賞観戦記なのねっ!（週刊プレイボーイ、2006年44号） - この作品は『たいようのマキバオー』第1巻の巻末に収録されている。
- がんばれジャンボ（週刊ヤングジャンプ、2007年2号）
- 父子虎（ビッグコミックオリジナル阪神タイガース増刊号、2015年6月30日号）
- ときめき❤︎ハイクリーン（ジャンプSQ、2020年12月号）※つのま❤︎るみ名義

漫画作品以外は阪神タイガースと共同で榎田大樹関連商品の描き下ろしを担当する。

## アシスタント
- フルカワマモる[4]
- 小西紀行[5]
- 森多ヒロ[6]